# Omar Marrero Díaz
Omar J. Marrero Díaz (San Juan, 5 de julio de 1980) es un abogado y funcionario del gobierno puertorriqueño que se desempeña como Secretario de Estado de Puerto Rico desde 2021, lo que lo coloca primero en la línea de sucesión a la gobernación y equivale al rol de vicegobernador en otras jurisdicciones.

## Primeros años y educación
Omar J. Marrero Díaz nació el 5 de julio de 1980 en San Juan, Puerto Rico. Es hijo de Rafael Marrero Díaz, un instalador de sistemas teléfonos por cuenta propia quien opera bajo el nombre de DIMAR Telephone Systems, y Eladia María Díaz Serrano quien trabajó como contadora para la Firma Martel, Inc. Marrero obtuvo un bachillerato en administración de empresas de la Universidad de Dayton en Ohio. Posteriormente obtuvo  un Juris Doctor de la Universidad Interamericana de Puerto Rico y aprobar la reválida. Además, obtuvo una maestría en derecho con especialización en derecho corporativo de la Facultad de Derecho de la Universidad de Nueva York.

## Carrera política
La carrera de servicio público de Marrero incluye haber servido como Secretario del Departamento de Asuntos del Consumidor de Puerto Rico. Director Ejecutivo de la Autoridad de Puertos de Puerto Rico, la Autoridad del Distrito de Convenciones y la Autoridad de Alianzas Público-Privadas de Puerto Rico, o Autoridad P3.
Marrero también es director ejecutivo de la Autoridad de Asesoría Financiera y Agencia Fiscal de Puerto Rico (AAFAF). En julio de 2021 fue designado por el gobernador Pedro Pierluisi como Secretario de Estado de Puerto Rico luego de que su nombramiento anterior, el exsenador Larry Seilhamer Rodríguez, haya sido rechazado por la Cámara de Representantes. Marrero fue confirmado por la Legislatura de Puerto Rico en noviembre de ese mismo año.

## Vida personal
Marrero contrajo matrimonio en el año 2011 con Paula V. Jeffs González con quien comparte un hijo: Alan O. Marrero Jeffs. Vive junto a su familia en el municipio de Trujillo Alto.